# Eurostars Hotel Company

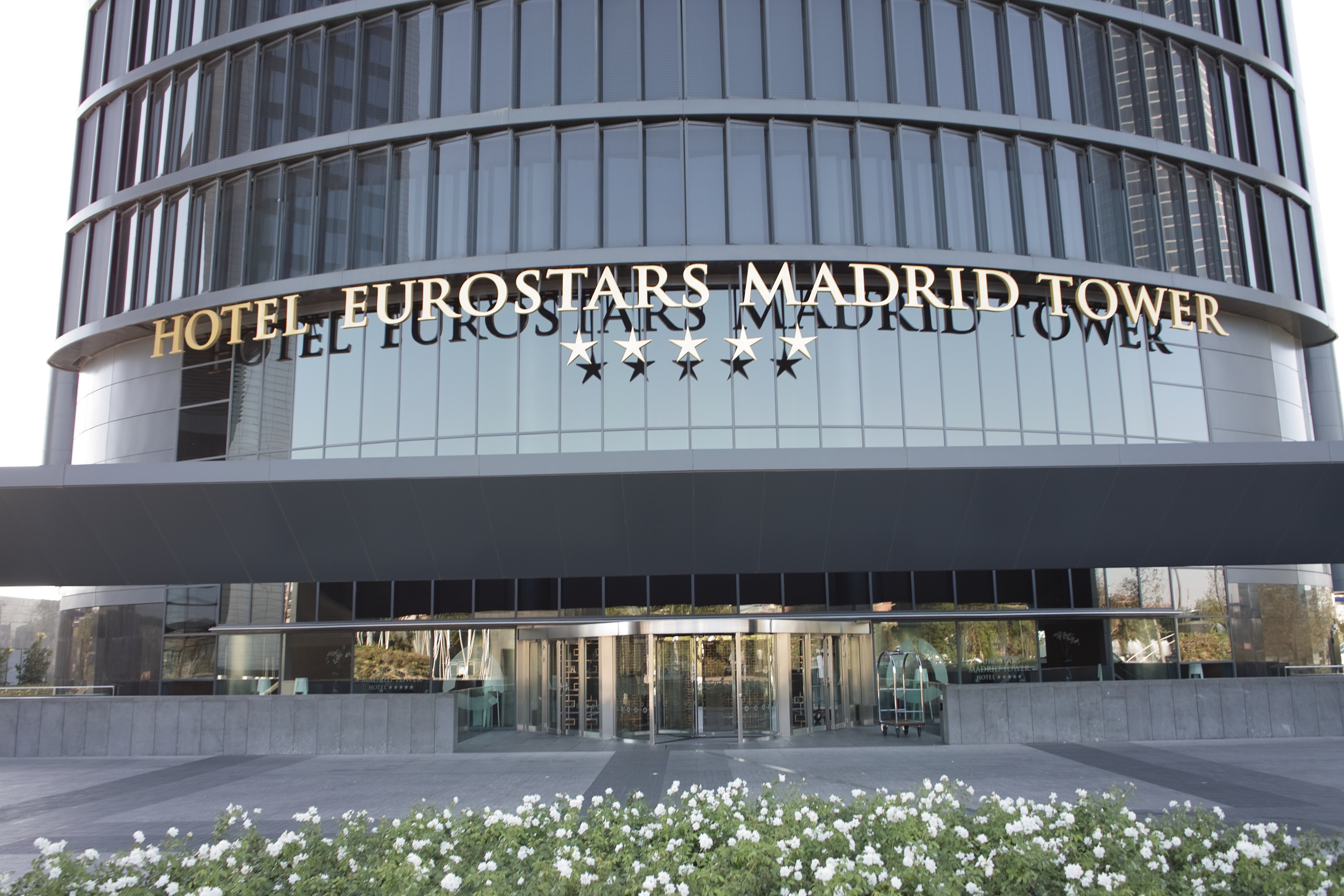
Eurostars Madrid Tower.

Eurostars Hotel Company es la cadena hotelera que conforma una de las unidades de negocio de la compañía turística Grupo Hotusa. Es la primera cadena española por número de hoteles, y la octava a nivel europeo, con 250 hoteles en 18 países diferentes. 
Bajo el lema “Leading hospitality”, la cadena cuenta con un gran Know How en todos los ámbitos que comprenden la gestión hotelera y el cuidado en la experiencia del huésped. Su portfolio se estructura en 6 marcas diferenciadas según tipología de alojamiento, cubriendo así un amplio espectro de estilos que responden a las necesidades y motivaciones del viajero actual. Estas marcas son Eurostars Hotels, Áurea Hotels, Exe Hotels, Ikonik Hotels, Crisol Hotels y Tandem Suites.

## Historia
En 2005, Grupo Hotusa crea Eurostars Hotels, una marca que sería el origen de una extensa colección de establecimientos definidos por la versatilidad de su directorio, en el que convivirán diversas tipologías. Desde clásicos y prestigiosos hoteles ubicados en edificios históricos, pasando pequeños y medianos establecimientos localizados en núcleos urbanos y orientados al cliente turístico, o emblemáticos hoteles pensados para satisfacer las demandas del cliente corporativo más exigente y acoger grandes eventos.  
Partiendo de este completo y amplio directorio de establecimientos, en 2021 la cadena pasa a convertirse en Eurostars Hotel Company y se constituye bajo una estructura multimarca que agrupa seis sellos diferenciados. Ésta es una firme apuesta por parte de la cadena para consolidar un modelo de categorización que le ha permitido un crecimiento ordenado según distintas tipologías de establecimientos con sólidos valores y atributos.  

## Curiosidades
• 2002: La compañía gestiona por primera vez un establecimiento 5 estrellas: el Grand Marina Hotel, situado en el WTC de Barcelona.  
• 2004: Fuerte crecimiento del área hotelera del grupo, que pasa a explotar más de 40 establecimientos de manera directa.   
• 2005: Se lanza oficialmente la marca Eurostars Hotels, que nace con un portafolio de 29 establecimientos en cinco países.   
• 2006: Con la adquisición de un hotel en Ciudad de México, el área hotelera de Grupo Hotusa cruza el Atlántico por primera vez.  
• 2009: Abren sus puertas dos hoteles insignia de la compañía, ambos cinco estrellas: el Eurostars Madrid Tower y el Eurostars Grand Central de Múnich.   
• 2011: El área de explotación hotelera vive un proceso de gran expansión supera la barrera de 100 establecimientos.  
• 2016: El área hotelera pasa a denominarse Eurostars Hotel Company.  
• 2018: El grupo culmina la apertura del hotel Eurostars Torre Sevilla y se convierte en el buque insignia de la compañía en esta ciudad consolidándose como referente en la capital hispalense.  
• 2021: Eurostars Hotel Company consolida su estructura de marcas con la presentación de Áurea Hotels que se suma a los sellos ya existentes Eurostars Hotels, Exe Hotels, Ikonik Hotels, Crisol Hotels y Tandem Suites.   
• 2022: Eurostars Hotel Company desembarca en Eslovenia con la apertura de tres hoteles en su capital. De esta manera se convierte en la primera cadena española en contar con establecimientos en este país.

## Marcas de Eurostars Hotel Company

### Eurostars Hotels
Colección de cerca de 100 hoteles de alta gama con ubicaciones privilegiadas, orientados tanto al cliente vacacional como al de negocios. Todos ellos se caracterizan por mantener claros valores vinculados al universo cultural y artístico, y destacan por contar con unas completas instalaciones, así como garantizar al cliente un servicio esmerado.  

### Áurea Hotels
Marca boutique de hoteles de autor con un número reducido de habitaciones e instalaciones que comparten cuatro características comunes: todos ellos se ubican en edificios históricos o emblemáticos de alto valor cultural, cuentan con un interiorismo singular y un cuidado sentido estético a través de los detalles, mantienen un importante vínculo con la historia y la cultura de cada destino y ofrecen a sus huéspedes una propuesta de experiencias única, memorable y personalizada.

### Exe Hotels
Marca de hoteles que destaca por su conveniencia y facilidades. Hoteles bien conectados con su entorno que cuentan con una oferta que fusiona en armonía funcionalidad y confort. La cercanía y la personalización para el viajero vacacional y especialmente, profesional, son dos de sus características más relevantes. 

### Ikonik Hotels
Hoteles de espíritu joven y actual, con una línea básica y un estilo moderno adaptando a las necesidades del cliente de hoy, tanto de negocios como vacacional. Su atmósfera relajada y sus espacios multifuncionales invitan a los huéspedes a convertirse en el mejor punto de partida para descubrir cualquier ciudad.  

### Crisol Hotels
Directorio de hoteles con instalaciones funcionales y unos estándares de servicio que cubren satisfactoriamente las necesidades del viajero que busca comodidad y un estilo práctico en sus desplazamientos. 

### Tandem Suites
Alojamientos prémium pensados para aquellos que desean viajar con la mayor libertad y flexibilidad posible, pero sin prescindir de la seguridad y el confort de un hotel. Una opción destacada para los viajeros que quieren combinar la calidez e intimidad de un hogar sin tener que renunciar a las prestaciones y servicios que ofrece un alojamiento hotelero gracias a la extensa estructura de hoteles de la cadena que cubren servicios mínimos como la recepción del cliente, la limpieza del alojamiento, y asistencia 24h.
Destacan además por el cuidado diseño e interiorismo en sus espaciosas suites de estilo boutique y por su privilegiada ubicación en edificios emblemáticos e históricos.  